# Muchachos cogiendo fruta
Garçons cueillant des fruits
Muchachos cogiendo fruta (« Garçons cueillant des fruits ») est une peinture réalisée par Francisco de Goya en 1778 et faisant partie de la deuxième série des cartons pour tapisserie destinée à la salle à manger du Prince des Asturies au Palais du Pardo.

## Contexte de l'œuvre
Tous les tableaux de la deuxième série sont destinés à la salle à manger du Prince des Asturies, c'est-à-dire de celui qui allait devenir Charles IV et de son épouse Marie Louise de Parme, au palais du Pardo. Le tableau fut livré à la Fabrique royale de tapisserie le 25 janvier 1778.
Il fut considéré perdu jusqu'en 1869, lorsque la toile fut découverte dans le sous-sol du Palais royal de Madrid par Gregorio Cruzada Villaamil, et fut remise au musée du Prado en 1870 par les ordonnances du 19 janvier et du 9 février 1870, où elle est exposée dans la salle 85. La toile est citée pour la première fois dans le catalogue du musée du Prado en 1876.
La série était composée de La Merienda a orillas del Manzanares, Baile a orillas del Manzanares, La Riña en la Venta Nueva, La Riña en el Mesón del Gallo, El paseo de Andalucía, El Bebedor, El Quitasol, La cometa, Jugadores de naipes, Niños inflando una vejiga, Muchachos cogiendo frutas et El Atraco.

## Description et analyse
Un enfant en chevauche un autre pour grimper à l'arbre, tandis qu'un autre cueille le fruit qu'il tente d'obtenir. C'est une scène d'enfant que Goya représentera à nouveau une décennie plus tard dans le bureau du roi Charles IV à l'Escurial.
L'empreinte de Bartolomé Esteban Murillo et d'autres représentants de l'art baroque espagnol est assez claire dans des peintures comme Garçons cueillant des fruits et Garçons grimpant à un arbre : Murillo a réalisé à plusieurs reprises des compositions où ressortait le rôle des enfants jouant à attraper des fruits.
Les visages des enfants montrent qu'ils appartiennent aux classes inférieures, tout comme leurs expressions : celui qui porte le poids montre de l'agacement et les autres sont débordants de joie. Le schéma triangulaire du néoclassicisme fait à nouveau son apparition, et une fois de plus, Goya estompe les personnages au loin.
Il est très possible qu'il trouve son origine dans Niños inflando una vejiga (« Garçons gonflant une vessie »), de la même série. L'Aragonais, avec un coup de pinceau plus lâche et des fonds plus clairs, habille les jeunes gens en fonction de leur classe sociale.